# 团花牛奶菜
团花牛奶菜（学名：Marsdenia glomerata）是夹竹桃科牛奶菜属的植物，为中国的特有植物。分布于中国大陆的浙江等地，见于山地林中，目前尚未由人工引种栽培。